# Adiós, pequeña Livia
"Adiós, pequeña Livia" (título original: "Proshai, Livushka") es el vigésimo octavo episodio de la serie de HBO Los Soprano y el segundo de la tercera temporada de la serie. Fue escrito por David Chase, dirigido por Tim Van Patten y estrenado el 4 de marzo de 2001 en Estados Unidos.
El título, en ruso: Прощай, Ли́вьюшка, es una cita extraída del capítulo mencionada por Svetlana durante el brindis por Livia.

## Protagonistas
- James Gandolfini como Tony Soprano
- Lorraine Bracco como Dr. Jennifer Melfi
- Edie Falco como Carmela Soprano
- Michael Imperioli como Christopher Moltisanti
- Dominic Chianese como Corrado Soprano, Jr.
- Steven Van Zandt como Silvio Dante
- Tony Sirico como Paulie Gualtieri
- Robert Iler como Anthony Soprano, Jr.
- Jamie-Lynn Sigler como Meadow Soprano
- Drea de Matteo como Adriana La Cerva
- Aida Turturro como Janice Soprano
- John Ventimiglia como Artie Bucco
- Federico Castelluccio como Furio Giunta
- Steven R. Schirripa como Bobby Baccalieri
- Robert Funaro como Eugene Pontecorvo
- Kathrine Narducci como Charmaine Bucco
- con Nancy Marchand como Livia Soprano
- y Joe Pantoliano como Ralph Cifaretto

### Protagonista invitado
- Jerry Adler como Hesh Rabkin

#### Otros protagonistas
| - Peter Riegert como Assemblyman Zellman - Tom Aldredge como Hugh DeAngelis - Suzanne Shepherd como Mary DeAngelis - Alla Kliouka como Svetlana Kirilenko - Vincent Curatola como Johnny Sack - John Fiore como Gigi Cestone - Joseph R. Gannascoli como Vito Spatafore - Dan Grimaldi como Patsy Parisi - George Loros como Raymond Curto - Richard Maldone como Albert Barese - Vincent Pastore como Pussy Bonpensiero - Gregalan Williams como Reverendo James, Jr. - Patrick Tully como Noah Tannenbaum - Nicole Burdette como Barbara Soprano Giglione - Ralph Lucarelli como Cozzarelli | - Peter McRobbie como Padre Felix - Sharon Angela como Rosalie Aprile - Jason Cerbone como Jackie Aprile, Jr. - Tim Gallin como Joseph Zachary - Marcia Haufrecht como Fanny - Maureen Van Zandt como Gabriella Dante - Vito Antuofermo como Robert "Bobby" Coniglio - Dimitri de Fresco como Hombre joven - Marie Donato como de 2 a 5 / 7 a 9 - Katalin Pota como Lilliana Wosilius - Ed Vassallo como Tom Giglione - Gary Evans como Técnico del FBI #2 - Frank Pando como Agente Frank Grasso - Carlos López como Técnico del FBI - Michael Strano como Agente del FBI |

## Resumen del episodio
Tony sufre uno de sus ataques de pánico y aparece inconsciente en la cocina cuando llega Carmela de hacer la compra. Cuando retoma el sentido se reproduce la escena que motivó el ataque de Tony. Meadow está viendo con su novio, Noah Tannenbaum, la película de James Cagney El enemigo público, una de las favoritas de Tony. Éste llega al salón y tiene una conversación con Noah mientras Meadow se viste en su habitación. Tony trata de averiguar sutilmente el origen étnico de Noah, que tras varias preguntas indirectas le dice que su padre es judío y la familia de su madre es afrodescendiente. En ese momento, Tony realiza un par de comentarios ofensivos para confirmar que Noah es de raza negra y le insta a que deje de ver a su hija. Cuando los jóvenes se marchan, Tony se dirige aún algo afectado a la cocina para comer, cuando se produce el ataque.
Poco después, Tony visita a su madre Livia, que se encuentra en casa bajo los cuidados de Svetlana, la prima de la examante de Tony, Irina. Tony le pide a su madre que no realice ningún tipo de comentario a los federales sobre el asunto de los billetes de avión robados. Esa noche Carmela recibe la llamada de Svetlana, quien le notifica que Livia ha fallecido. Inmediatamente Tony y Carmela se dirigen a la casa de Livia y tras regresar a casa comienzan a llegar los invitados para dar el pésame. Bárbara llama a Tony para decirle que Janice no piensa asistir al entierro de su madre. Tony, furioso, la llama a Seattle para ordenarla que viaje a Nueva Jersey para el funeral. En un principio Janice se opone, ya que considera que aún está reciente el asesinato de Richie y podrían detenerla. Sin embargo, Tony la obliga a que vaya a Nueva Jersey y él paga los costes del viaje.
Al día siguiente se continúan sucediendo las visitas a la casa de los Soprano y una de ellas es la de Ralph Cifaretto y Eugene Pontecorvo. Tony sale un momento al jardín para hablar con Albert Barese, Ralphie y Gigi Cestone. En la charla Tony pide explicaciones a Ralph, que incendió uno de los camiones de basura de Albert. Ralphie cree que es el capitán del equipo Aprile, pero Tony le dice que será capitán cuando él lo ordene e insta a ambos a que dejen de producirse más incendios que puedan seguir llamando la atención de la prensa. Poco después, durante el velatorio de Livia, Junior habla con Tony y le pide que ascienda a Ralphie a capitán del equipo de Aprile, a lo que Tony se opone. Esa noche y poco después del velatorio, Ralphie envía a Eugene Pontecorvo y Bobby Zanone para que den una paliza a Joseph Zachary, un hombre que ha estado interfiriendo en los negocios de la basura de Ralphie.
El entierro de Livia se produce la mañana siguiente y tras el acto, Janice pide a Svetlana que le de la colección de discos que tiene de su madre. Svetlana, por su parte, educadamente le contesta que fueron un regalo de Livia y que no podía dárselos a ella. Por ello, aquí comienza una particular guerra entre Svetlana y Janice. Ya en casa de la familia Soprano, Janice fuerza a todos a un incómodo recordatorio de Livia con su canción favorita y pide a todo el mundo que diga algo sobre su madre. Janice pide a Hesh Rabkin que hable de ella, pues la conocía de hace tiempo. Fanny, una amiga de Livia, y Christopher elogian la figura de Livia, pero inmediatamente Carmela da su punto de vista sobre la verdadera Livia, al igual que Hugh DeAngelis, el padre de Carmela, y el marido de Bárbara Soprano.
En la madrugada de esa misma noche, Tony continúa viendo la película El enemigo público y se emociona con una mujer que le recuerda a su madre.

## Primeras apariciones
En el episodio se producen las primeras apariciones de los siguientes personajes:
- Ralph Cifaretto: un soldado de alto rango del antiguo equipo de Aprile que pide ser el capitán del mismo dada su antigua y buena amistad con Tony.
- Eugene Pontecorvo: asociado y pronto miembro pleno del equipo de Aprile.
- Ronald Zellman: Asambleísta estatal de la subdivisión 8 de Newark, New Jersey.
- Noah Tannenbaum: compañero de clase y novio de Meadow.

## Fallecidos
- Livia Soprano: muere por un derrame cerebral mientras dormía.

## Producción
Aunque fue el segundo episodio de la temporada fue el primero en filmarse. De hecho fue el primero tras la muerte de Nancy Marchand, que interpreta a Livia, y por eso decidió David Chase que Livia debería morir también. Para ello se utilizó imágenes generadas por computadora. Fue, por tanto, el último episodio en el que Nancy Marchand apareció en los créditos iniciales.
Por su parte, Joe Pantoliano (Ralph Cifaretto), Steve R. Schirripa (Bobby "Bacala" Baccalieri), Robert Funaro (Eugene Pontecorvo), John Ventimiglia (Artie Bucco) y Kathrine Narducci (Charmaine Bucco) aparecen ahora en los créditos, pero solo en los episodios en los que aparecen sus personajes. Además, Vincent Pastore realizó un cameo en este episodio, pese a que su personaje Sal Bonpensiero fue asesinado, cuando Tony abre la puerta de un armario y lo cree ver por el espejo.
Este episodio, junto a "El barrio del Señor Ruggerio" fue estrenado por HBO en un especial de dos horas con los dos nuevos capítulos de la temporada en 2001.

## Música
- La canción que suena durante los créditos es "I'm Forever Blowing Bubbles" de Les Paul.[2]
- "Eyeless" de Slipknot es la canción que escucha A.J. en su habitación.[2]
- Janice dedica la canción "If I Loved You" de Jan Clayton durante el homenaje a su madre.